# 里中茶美
里中 茶美（さとなか ちゃみ、本名：邊土名 茶美〈へんとな ちゃみ〉、1975年〈昭和50年〉10月14日 - ）は、日本の元タレント・元歌手。沖縄県沖縄市出身。

## 来歴・人物
- 幼少期に沖縄アクターズスクールに入学、歌やダンスを習い始める。アクターズスクール在籍中の1988年5月から1989年3月まで『沖縄クラブハートキャッチTV』にも出演。秋元康を顧問に迎え、番組の歌手デビュープロジェクトに参加した。
- CDデビュー前には『少女雑貨専門TV エクボ堂』にチャーミーという愛称で出演。デビューする前の宮前真樹ら数人の若手らと共演した。番組内ではマスコットガールの名称として「エクボ少女」と呼ばれた。
- 秋元康を顧問に迎え、ポニーキャニオン主催のもと、キャッチTV内で選ばれた早坂好恵、奥永知子とともに「HeBeE」（ヒービー）という名前のプロジェクトで1989年から1990年にかけて順に歌手デビューを果たす。里中は沖縄アクターズスクール卒業後、このプロジェクトの先手を切ってのデビューとなった[1]。
- 1989年4月21日、13歳の時にポニーキャニオンより「ティーンエイジ・セレナーデ」でデビュー[1]、デビュー時のキャッチコピー、キャッチフレーズは「青春に当たったアイドル。みなさん、こんにちわ。」。同期デビューには島崎和歌子・田村英里子・細川直美・マルシア・川越美和らがいる。
- デビュー時、応募による抽選でファンに配られたビデオの中では、尊敬する人を 「ミッキーマウス」、将来の夢を「ミッキーマウスのように子供から大人までたくさんの人に愛されるような歌手になること」と語っていた。好きなキャラクターはクッキーモンスター 、キティちゃんなど。
- アイドル歌手としてのスタートはデビュー前の1989年4月4日、「里中茶美プレゼンテーション」と題し、東京ヤクルトホールでのデビューイベントを開催、その後7月8日からは「里中茶美、歌う 〜COME COME HeBeES〜」をスタート、デパートの屋上などを中心に日本全国30箇所以上にわたりミニコンサートを精力的に展開した。
- 1989年10月からは『東京イエローページ』で初代ページ7としてレギュラー出演開始、同時期にデビューの若手アイドルらと演歌から洋楽、ポップスからフォークまであらゆるジャンルの歌を毎週番組内で披露した。
- デビュー2年目の1990年春には自身のファンクラブ「茶美ING CLUB」（チャーミングクラブ）が発足、初回入会時の特典としてはファンクラブ会員向けに「里中茶美プライベートビデオ」がプレゼントされた。また、毎月送られてくる会報にはイベント、テレビ出演の情報などがわかるもののほか、ミュージカルや新曲の情報、また印刷されたものではあるが里中本人による手書きの歌詞カードなどが同封された。さらに「電話でこんにちは」と題し、応募ハガキでの抽選で里中茶美と会員が電話で直接話せるという特典なども存在した。会報は4号まで発行された。
- 1990年（平成2年）4月からはFMヤングスタジオ』にもレギュラー出演開始、福島英絋と番組を進行、アイドルたちの曲を紹介していく。番組後半では里中をメインとした「茶美の声を大にして言いたい」というコーナーも設けられ、毎週リスナーから寄せられた伝えたいメッセージを里中が代わって叫ぶというコーナーも番組を盛り上げた。また、番組スタートから3か月後には「茶美の元気出せよコーナー」がスタート、リスナーからの悩みや恋愛相談などをラジオを通して語った。
- ラジオと同時期の1990年には『オリバー ニューヨーク子猫ものがたり』のアフレコにも挑戦、主人公の女の子「ジェニー」の声を担当した。また、7月末からはミュージカル『私のあしながおじさん』で主人公「ジュディ・アボット」役を熱演、63ステージを演じた、そんな中、FMヤングスタジオ卒業と同時期、ファンクラブが立ち上がって半年後の1990年10月、第4号となるファンクラブ会報誌を通して、突然の芸能活動休止が伝えられた。芸能活動をしていく上での勉強不足、また学校の勉強の方にも力をいれたいというのが理由とのこと。ファンには成長して戻ってくるとメッセージが伝えられた。その会報誌では、9月いっぱいで全ての芸能活動を休止すると書かれていたが、評判も上々となったミュージカル『私のあしながおじさん』はファンクラブも停止となった10月以降も継続され、翌年4月のアイドル活動休止直前まで追加公演が行われた。最終的なアイドル活動休止に入ったのは1991年の4月だった。
- 1991年（平成3年）4月5日、東京メルパルクホールで行われたミュージカル『私のあしながおじさん』の出演を最後に芸能界でのアイドル活動を休止、沖縄へ帰郷。デビューからの2年間にシングル5枚、アルバム1枚を残した。
- 1995年、オキナワクリスチャンスクールを卒業。
- 1990年代後半には「沖縄アクターズスクール」で秘書の仕事をするが、2000年代に入ると沖縄のローカルタレントとして本名名義で活動を再開。沖縄ケーブルテレビ 3ch「Paradise T.V.」では生活情報番組の司会を担当。また FM沖縄では2000年（平成12年）1月よりラジオ番組『CHAMIと HISANO のちょっと IN THE ROOM』がスタート、唐真久乃と一緒に10代から20代前半のリスナーたちに向けた芸能界の話題やコンサート情報などを紹介する番組のパーソナリティーとして活躍した[2]。
- 2018年、彼女に直接会う機会のあった山咲トオルのブログに記載されていた内容によると、現在は芸能活動を引退し一般企業でビジネスウーマンとして働いているとのこと[3]。
- 「茶美」という名前は本名で、父・辺土名求が小林一茶を好きだったことから「チャーミング」な子になるようにとつけられた、6人兄弟姉妹の一番上（弟3人、妹2人）で、全員「茶」の文字が付いている。上から順に邊土名一茶（ISSA）、元プロゴルファーの邊土名二茶（ニーチェ）、茶海（サミ）、辺土名茶三海（チェスカ）、さらに茶里海（サリカ）と続く。ファッションモデルのティアラは従妹（はとこ）にあたる。なお、自身がアイドル時代に飼っていた愛猫の名前は「茶」の文字はつかないが「ウーロン」という名前だった。
- 最終シングルとなった「オリバー」は『ニューヨーク子猫ものがたり』のイメージソングとなっているが、彼女がレギュラー出演をした『FMヤングスタジオ』内で本人が語ったエピソードによると、レコーディングに関しては里中本人としてではなく、アニメの主人公ジェニーちゃんをイメージして歌唱したとのこと。

## ディスコグラフィ

### シングル
| 枚               | 発売日           | タイトル                                                               | c/w                                                         | 規格             | 規格品番         | オリコン最高位   |
| ポニーキャニオン | ポニーキャニオン | ポニーキャニオン                                                       | ポニーキャニオン                                            | ポニーキャニオン | ポニーキャニオン | ポニーキャニオン |
| ---------------- | ---------------- | ---------------------------------------------------------------------- | ----------------------------------------------------------- | ---------------- | ---------------- | ---------------- |
| 1st              | 1989年4月21日    | ティーンエイジ・セレナーデ 作詞：松本隆 作曲：小森田実 編曲：佐藤準    | 楽園のオアシス 作詞：松本隆 作曲：山口美央子 編曲：佐藤準   | 8cmCD            | S9A-1005         | 79位             |
| 1st              | 1989年4月21日    | ティーンエイジ・セレナーデ 作詞：松本隆 作曲：小森田実 編曲：佐藤準    | 楽園のオアシス 作詞：松本隆 作曲：山口美央子 編曲：佐藤準   | CT               | 9P-10005         | 79位             |
| 2nd              | 1989年7月21日    | 魔法のビート 作詞：松本隆 作曲：小森田実 編曲：佐藤準                  | 勇気のしずく 作詞：松本隆 作曲：山口美央子 編曲：難波正司   | 8cmCD            | S9A-11031        | 88位             |
| 2nd              | 1989年7月21日    | 魔法のビート 作詞：松本隆 作曲：小森田実 編曲：佐藤準                  | 勇気のしずく 作詞：松本隆 作曲：山口美央子 編曲：難波正司   | CT               | 9P-10032         | 88位             |
| 3rd              | 1989年10月21日   | 失恋 作詞：松本隆 作曲：山口美央子 編曲：佐藤準                        | サンゴの首飾り 作詞：松本隆 作曲：八田雅弘 編曲：佐藤準     | 8cmCD            | PCDA-00013       | 90位             |
| 3rd              | 1989年10月21日   | 失恋 作詞：松本隆 作曲：山口美央子 編曲：佐藤準                        | サンゴの首飾り 作詞：松本隆 作曲：八田雅弘 編曲：佐藤準     | CT               | PCSA-00010       | 90位             |
| 4th              | 1990年3月21日    | (C/W)カップリング・ウィズ 作詞：佐藤大 作曲：山口美央子 編曲：難波正司 | 友だちのままでいて 作詞：松本隆 作曲：八田雅弘 編曲：佐藤準 | 8cmCD            | PCDA-00064       | 圏外             |
| 4th              | 1990年3月21日    | (C/W)カップリング・ウィズ 作詞：佐藤大 作曲：山口美央子 編曲：難波正司 | 友だちのままでいて 作詞：松本隆 作曲：八田雅弘 編曲：佐藤準 | CT               | PCSA-00049       | 圏外             |
| 5th              | 1990年7月21日    | オリバー 作詞：秋元康 作曲：井上大輔 編曲：難波正司                    | GOOD COMPANY 作詞：Minkoff / Rocha 作曲：Minkoff / Rocha    | 8cmCD            | PCDW-00001       | 圏外             |
| 5th              | 1990年7月21日    | オリバー 作詞：秋元康 作曲：井上大輔 編曲：難波正司                    | GOOD COMPANY 作詞：Minkoff / Rocha 作曲：Minkoff / Rocha    | CT               | PCSW-00001       | 圏外             |

### アルバム

#### オリジナルアルバム
| 枚               | 発売日           | タイトル | 規格             | 規格品番         | オリコン         |
| ポニーキャニオン | ポニーキャニオン | ポニーキャニオン | ポニーキャニオン | ポニーキャニオン | ポニーキャニオン |
| ---------------- | ---------------- | --- | ---------------- | ---------------- | ---------------- |
| 1st              | 1989年8月21日    | Cotton Candy 収録曲 1.ティーンエイジ・ セレナーデ (アルバム·ヴァージョン) 作詞：松本隆 作曲：小森田実 編曲：佐藤準 2.SHADY MOON 作詞：松本隆 作曲：山口美央子 編曲：佐藤準 3.口笛ふいて 作詞：松本隆 作曲：小森田実 編曲：佐藤準 4.魔法のビート (アルバム·ヴァージョン) 作詞：松本隆 作曲：小森田実 編曲：佐藤準 5.真珠のヴィーナス 作詞：松本隆 作曲：山口美央子 編曲：難波正司 6.楽園のオアシス 作詞：松本隆 作曲：山口美央子 編曲：佐藤準 7.Love Songしか歌わない 作詞：松本隆 作曲：八田雅弘 編曲：佐藤準 8.勇気のしずく 作詞：松本隆 作曲：山口美央子 編曲：難波正司 9.FIN 作詞：松本隆 作曲：山口美央子 編曲：佐藤準 | CD               | D27A1050         | 圏外             |

#### ベスト・アルバム
| 枚               | 発売日           | タイトル | 品番             | 規格品番         | オリコン         |
| ポニーキャニオン | ポニーキャニオン | ポニーキャニオン | ポニーキャニオン | ポニーキャニオン | ポニーキャニオン |
| ---------------- | ---------------- | --- | ---------------- | ---------------- | ---------------- |
| 1st              | 2002年9月19日    | Myこれ!クション 里中茶美ベスト 収録曲 1.ティーンエイジ・セレナーデ 作詞：松本隆 作曲：小森田実 編曲：佐藤準 2.楽園のオアシス 作詞：松本隆 作曲：山口美央子 編曲：佐藤準 3.魔法のビート 作詞：松本隆 作曲：小森田実 編曲：佐藤準 4.勇気のしずく 作詞：松本隆 作曲：山口美央子 編曲：難波正司 5.失恋 作詞：松本隆 作曲：山口美央子 編曲：佐藤準 6.サンゴの首飾り 作詞：松本隆 作曲：八田雅弘 編曲：佐藤準 7.Ｃ/Ｗ（カップリング・ウィズ） 作詞：佐藤大 作曲：山口美央子 編曲：難波正司 8.友だちのままでいて 作詞：松本隆 作曲：八田雅弘 編曲：佐藤準 9.オリバー 作詞：秋元康 作曲：井上大輔 編曲：難波正司 10.SHADY MOON 作詞：松本隆 作曲：山口美央子 編曲：佐藤準 11.口笛ふいて 作詞：松本隆 作曲：小森田実 編曲：佐藤準 12.真珠のヴィーナス 作詞：松本隆 作曲：山口美央子 編曲：難波正司 13.Love Songしか歌わない 作詞：松本隆 作曲：八田雅弘 編曲：佐藤準 14.FIN 作詞：松本隆 作曲：山口美央子 編曲：佐藤準 15.魔法のビート (アルバム・ヴァージョン) 作詞：松本隆 作曲：小森田実 編曲：佐藤準 16.ティーンエイジ・セレナーデ (アルバム・ヴァージョン) 作詞：松本隆 作曲：小森田実 編曲：佐藤準 | CD               | PCCA-01735       | 圏外             |
| 2nd              | 2007年8月17日    | 里中茶美 SINGLES コンプリート CD収録曲 1.ティーンエイジ・セレナーデ 作詞：松本隆 作曲：小森田実 編曲：佐藤準 2.魔法のビート 作詞：松本隆 作曲：小森田実 編曲：佐藤準 3.失恋 作詞：松本隆 作曲：山口美央子 編曲：佐藤準 4.Ｃ/Ｗ（カップリング・ウィズ） 作詞：佐藤大 作曲：山口美央子 編曲：難波正司 5.オリバー 作詞：秋元康 作曲：井上大輔 編曲：難波正司 DVD収録曲 1.ティーンエイジ・セレナーデ 作詞：松本隆 作曲：小森田実 編曲：佐藤準 2.魔法のビート 作詞：松本隆 作曲：小森田実 編曲：佐藤準 3.失恋 作詞：松本隆 作曲：山口美央子 編曲：佐藤準 4.Ｃ/Ｗ（カップリング・ウィズ） 作詞：佐藤大 作曲：山口美央子 編曲：難波正司 | CD＋ DVD         | PCCA-02512       | 圏外             |

### タイアップ
| 曲名     | タイアップ                                                                                    | 収録作品             |
| -------- | --------------------------------------------------------------------------------------------- | -------------------- |
| オリバー | ウォルト・ディズニー・ピクチャーズ作品『オリバー ニューヨーク子猫ものがたり』イメージ・ソング | シングル「オリバー」 |

- CDシングルとシングルカセットのみは、全シングル5曲が発売されているが、ティーンエイジ・セレナーデから C/W（カップリング・ウィズ）までのシングル4曲に関しては、レコード盤（非売品）がサンプル品で存在する。

## 出演

### テレビ
- 日本ちびっこ歌謡大賞 （日本テレビ）

「キャッツアイ」 デビュー前 高野照美とペアで出場（1987年1月8日）
- 沖縄クラブハートキャッチTV（琉球放送）（1988年5月20日 - 1989年3月31日）

沖縄アクターズスクール在席時にレギュラー出演
- 少女雑貨専門TV エクボ堂 （テレビ東京）

CDデビュー前にチャーミーという愛称でレギュラー出演
- おはよう朝日です（朝日放送）

「ティーンエイジ・セレナーデ」（1989年）
「魔法のビート」（1989年）
- 第2回 RCC ひろしまフラワー歌謡祭（中国放送）

「ティーンエイジ・セレナーデ」（1989年5月5日）
- カフェシティヨコハマ（テレビ神奈川）

「魔法のビート」（1989年6月30日）
「失恋」（1989年12月22日、1990年1月12日）
「C/W（カップリング・ウィズ）」（1990年4月13日）
「オリバー」（1990年7月20日）
- 笑っていいとも（フジテレビ）

コラナベ縁側放談（1989年9月11日、1989年9月25日）
- 東京イエローページ（TBSテレビ）

初代Page7としてレギュラー出演（1989年10月3日 - 1990年3月27日）
「失恋」（1989年10月17日、1989年11月28日）
「C/W（カップリング・ウィズ）」（1990年3月6日、1990年4月11日）
「オリバー」（1990年7月11日）（「オリバー」はCS放送 TBSチャンネルでの再放送時はカットされた 2006年）
- 第8回 とびだせ！フレッシュ歌謡まつり（中部日本放送）

「失恋」（1989年11月19日）
- ヤクルトファン感謝デー（フジテレビ）

「失恋」（1989年11月27日）
- 歌謡トーク倶楽部

「失恋」（1989年11月30日、1989年12月1日）
「オリバー」（1990年7月26日）
- アイドル共和国（テレビ朝日）

「C/W（カップリング・ウィズ）」（1990年3月3日）
「オリバー」（1990年7月14日）
プールでゲーム大会（1990年7月7日）
- おはよう朝日土曜日です（朝日放送）

「失恋」（1989年10月21日）
「C/W（カップリング・ウィズ）」（1990年3月10日）
- JanJanサタデー（静岡第一テレビ）

「C/W（カップリング・ウィズ）」（1990年4月14日）
- ときめきタイムリー（よみうりテレビ）

「C/W（カップリング・ウィズ）」（1990年）
- 大竹まことのただいま!PCランド（テレビ東京）

アイドル花の診察室（1990年8月14日）

### ラジオ
- アゼリアPOPパーティー（文化放送、1989年5月7日、1990年7月8日）

- トミーとサスケの夜はおまかせベストテン（新潟放送、1989年9月18日）

- FMヤングスタジオ（JFNラジオ、1990年4月2日 - 1990年9月24日 その他 ゲスト出演）

月曜日レギュラーパーソナリティとして出演
- CHAMIとHISANOのちょ〜っとIN THE ROOM[2]（エフエム沖縄、2000年1月23日 - 6月25日）

唐真久乃と担当。

### アニメ吹替
- オリバー ニューヨーク子猫ものがたり（1990年日本公開、ディズニー長編アニメ映画）ジェニー役（アニメ吹替）

シングルの「オリバー」はこの作品のイメージソング。また劇中歌「いつでも一緒」（「Good Company」〈マイハン・トラン〉のカヴァー）も歌唱

### 舞台
- 私のあしながおじさん（1990年7月27日 - 8月31日・1991年春、イマジンミュージカル）1990年は63公演

ジュディ・アボット役（主人公）1990年公演は 団時朗、1991年公演は 宮内良と共演（後楽園アイスパレス劇場、東京メルパルクホール）

### CM
- 森永アイスクリーム　チョコバーセレクト（アーモンド・スペシャルビター）仲村知夏と共演